# Агибет
Агибе́т (каз. Ағыбет) — село у складі району Байдібека Туркестанської області Казахстану. Адміністративний центр Агибетського сільського округу.
Населення — 1053 особи (2021; 1244 у 2009, 1061 у 1999, 1131 у 1989).